# Conflans-Sainte-Honorine
Conflans-Sainte-Honorine é uma comuna francesa na região administrativa da Île-de-France, no departamento de Yvelines. A comuna possui 33 671 habitantes segundo o censo de 2006.